# Ігнасіо Агірресебала
Ігнасіо Агірресебала (ісп. Ignacio Aguirrezabala, нар. 10 травня 1909, Більбао — пом. 9 вересня 1980, Більбао) — іспанський футболіст, що грав на позиції нападника.
Протягом усієї кар'єри виступав за «Атлетик», а також провів по кілька матчів за національну збірну Іспанії та збірну Країни Басків.

## Клубна кар'єра
Ігнасіо пішов по стопах свого старшого брата Марселіно Агірресебали, на прізвисько Чіррі, який був вже зіркою «Атлетіко» середини 1920-х. У 16 років Ігнасіо приєднався дитячої команди «Атлетіка», в 17 років він був членом юнацької збірної, а через кілька місяців після того був переведений до основної команди. Він успадкував прізвисько свого брата, тому його почали називати «Чіррі II». 
За основну команду «Атлетика» Ігнасіо дебютував 4 березня 1928 року в матчі на кубок Іспанії у віці 18 років. 24 березня 1929 року дебютував у новоствореному чемпіонаті Іспанії у програному з рахунком 3:6 матчі проти «Реал Уніон», забивши два голи. У наступні роки Чіррі II був невід'ємною частиною основного складу басків. Разом з такими гравцями як Гільєрмо Горостіса, Бата, Хосе Ірарагоррі і він сформував одну з найкращих атакуючих ліній в тогочасному іспанському футболі. Так Більбао виграв 4 поспіль національних кубка (1930-1933 роки), а також три чемпіонських титули (1930, 1931, 1934 року).
Після завершення сезону 1934-35 Чіррі II вирішив завершити ігрову кар'єру, незважаючи на те, що йому було лише 26 років. За цей час він зіграв у 163 офіційних матчах, в яких забив 57 голів. Причиною завершення кар'єри було те, що Ігнасіо мав неабиякий інтерес до інженерної справи. Крім того, маючи академічну підготовку, у Ігнасіо були кращі перспективи працевлаштування, ніж якби продовжив продовжив займатись футболом, де зарплата на той час була мізерна.
Незважаючи на завершення ігрової кар'єри, після початку громадянської війни в Іспанії Ігнасіо умовили виступати за збірну Країни Басків, з якою він  брав участь у турах в Мексиці та Південній Америці. 
1938 року Агірресебала остаточно зав'язав з футболом і оселився в Аргентині. Там він працював в інженерному офісі будівельної компанії і обзавівся сім'єю. У 1946 році він повернувся в Більбао і заснував свою власну будівельну компанію. 
Помер 9 вересня 1980 року на 72-му році життя у своєму рідному місті Більбао.

## Виступи за збірні
22 квітня 1928 року дебютував в офіційних матчах у складі національної збірної Іспанії в товариській грі проти збірної Італії (1:1). Всього за «червону фурію» провів чотири матчі.

## Досягнення
- Чемпіон Іспанії (3): 1929-30, 1930-31, 1933-34
- Кубок Іспанії (4): 1930, 1931, 1932, 1933